# Rimbach-près-Guebwiller
Rimbach-près-Guebwiller – miejscowość i gmina we Francji, w regionie Grand Est, w departamencie Górny Ren.
Według danych na rok 1990 gminę zamieszkiwały 223 osoby, 46 os./km².